# Mervyn Taylor
Mervyn Taylor (* 1. Dezember 1931 in Dublin; † 23. September 2021 in London) war ein irischer Politiker der Irish Labour Party.

## Biografie
Der aus einer jüdischen Familie stammende Taylor studierte nach dem Schulbesuch Rechtswissenschaft und war nach Abschluss des Studiums als Solicitor tätig.
Seine nationale politische Laufbahn begann er als Kandidat der Irish Labour Party 1981 mit der erstmaligen Wahl zum Abgeordneten (Teachta Dála) des Unterhauses (Dáil Éireann), in dem er nach fünf anschließenden Wiederwahlen bis 1997 die Interessen des Wahlkreises Dublin South-West vertrat.
Am 12. Januar 1993 wurde er von Premierminister (Taoiseach) Albert Reynolds zum Arbeitsminister in die aus Fianna Fáil und Labour Party bestehende Koalitionsregierung berufen. Eine Woche nach der Berufung wurde der Name des Ministeriums am 21. Januar 1993 in Minister für Gleichberechtigung und Justizreform umbenannt. Als solcher gehörte er dem Kabinett Reynolds bis zum Zusammenbruch der Koalition und seinem Rücktritt am 17. November 1994 an.
Als am 15. Dezember 1994 eine Koalitionsregierung von Fine Gael und Labour Party gebildet wurde, berief ihn der neue Premierminister John Bruton wiederum zum Minister für Gleichberechtigung und Justizreform. Als solcher gehörte er dem Kabinett bis zum Ende der Koalition am 26. Juni 1997 an.
Taylor starb im September 2021, gut zwei Monate vor seinem 90. Geburtstag, in London an den Folgen einer Krebserkrankung.